# Albert Alin
Pour les articles homonymes, voir Alin.
Pas d'image ? Cliquez ici
Albert Alin, né le 15 mai 1907 à Courbevoie et mort le 19 février 2002 à Jallais, est un pilote automobile français.

## Biographie
Au cours de sa carrière de pilote, Albert Alin a débuté dans des courses de Grand Prix et des voitures de sport. Dans les années 1933, 1934, 1937 et 1939, il participe aux 24 Heures du Mans. Lors de sa première participation à la course mythique mancelle, il termine 4e de la classe 1.1 et 11e au classement général. Un an plus tard, toujours en classe 1.1, il se classe à la 13e place et 21e au général. En 1937, après deux ans d'arrêt, il se lance dans la catégorie 0,75 litre sur Simca 5 de l'écurie Gordini, associé à Jean Viale. Il remporte la victoire dans sa catégorie et termine 17e au classement général. En 1938, il remporte de nouveau la classe 0,75 litre, avec un 19e place au classement général.